# Assassinato de Vitória Regina de Sousa
O assassinato de Vitória Regina de Sousa (nascida em 13 de abril de 2007), uma jovem de 17 anos, ocorreu em 26 de fevereiro de 2025, cujo corpo foi encontrado em uma área de mata em Cajamar, na Grande São Paulo, em 5 de março de 2025. O caso está sendo investigado como um possível crime de vingança, com suspeitas de envolvimento de facções criminosas e do ex-namorado da vítima.

## Desaparecimento
Vitória Regina de Sousa desapareceu em 26 de fevereiro de 2025, após sair do trabalho em um shopping em Cajamar. Ela foi vista pela última vez em um ponto de ônibus, onde relatou, por áudio, enviado via WhatsApp a uma amiga, que estava com medo de dois homens que a seguiam.

## Descoberta do corpo
Em 5 de março, os cães farejadores da Guarda Civil Municipal (GCM) encontraram o cadáver de Vitória, que estava nu, com a cabeça raspada e machucado. O cadáver foi localizado numa área de mata fechada na região. A vítima foi reconhecida por familiares que identificaram as tatuagens e piercing da moça.
O corpo de Vitória foi encontrado em uma área de mata na zona rural de Cajamar, a 5 km de distância da residência da vítima, no bairro de Ponunduva. O corpo apresentava sinais de violência extrema, incluindo cabelo raspado e quase decapitação.

## Investigação
A polícia está investigando o caso como um possível crime de vingança, com suspeitas de envolvimento de facções criminosas, como o PCC. Contradições no depoimento do ex-namorado de Vitória, Gustavo Vinícius, também reforçam essa linha de investigação. Até o momento, três homens foram identificados como suspeitos diretos do homicídio, e sete pessoas estão sendo investigadas por possível participação no crime.
Em 28 de fevereiro de 2025, durante as buscas pela adolescente Vitória, a polícia encontrou o corpo de uma idosa em uma cachoeira entre os municípios de Cajamar e Jundiaí, a aproximadamente 2,5 km de sua residência. A vítima foi identificada como Edna de Oliveira Silva (nascida em 1961), de 65 anos, que havia sido vista pela última vez no dia 26 de fevereiro, mesma data do desaparecimento de Vitória. As investigações apontaram que Edna já havia trabalhado na casa do padrasto de Maicol Antonio Sales dos Santos, principal suspeito do assassinato da adolescente. A idosa atuava como cuidadora da mãe do suspeito.
Edna possuía um histórico criminal, com sua primeira passagem pela polícia registrada em setembro de 1984. Ela foi citada em processos relacionados a tráfico de drogas, posse de entorpecentes, fraude e furto qualificado, chegando a cumprir pena nas penitenciárias de Cajamar e Mairiporã. Sua última detenção ocorreu em 1994, e desde 2000 estava em liberdade.
A polícia investiga se a idosa foi vítima de uma "queima de arquivo", hipótese que sugere que ela poderia ter testemunhado informações relevantes sobre o assassinato da adolescente.
Em 8 de março, a Polícia Civil de Cajamar prendeu um dos suspeitos de envolvimento no assassinato da adolescente. O suspeito, identificado como Maicol Antonio Sales dos Santos, é investigado pelo dono do carro Toyota Corolla prata, visto na cena do crime.
Em 18 de março, a Polícia Civil de Cajamar informou que Maicol, o único suspeito preso, confessou que esfaqueou e matou a Vitória sozinho por vingança porque não era correspondido por ela. Segundo os policiais locais, o depoimento de Maicol ocorreu na delegacia da mesma cidade no dia anterior. Maicol disse em áudio que foi coagido pelo delegado a confessar o crime em Cajamar.
Em 31 de março, a Polícia Civil de São Paulo indiciou Maicol, apontado como o único e principal suspeito de matar Vitória, por homicídio qualificado, sequestro e ocultação de cadáver.
Em 24 de abril, a Secretaria da Segurança Pública (SSP) de São Paulo confirmou que a reconstituição do caso foi realizada em Cajamar sem a participação do principal suspeito preso.
Em 29 de abril, o Ministério Público de São Paulo (MP-SP) denunciou Maicol por sequestro, feminicídio, ocultação de cadáver e fraude processual. No mesmo dia, a perícia da Polícia Técnico-Científica encontrou material genético de outro homem dentro do carro de Maicol usado no crime.
Em 30 de abril, a Justiça de São Paulo tornou Maicol réu por quatro mesmos crimes e converteu a prisão temporária dele em preventiva.

## Identificação do corpo e laudo
Em 10 de março de 2025, os peritos da Superintendência da Política Técnico-Científica (SPTC) indicaram que Vitória apresentava cortes por faca no tórax, no pescoço e no rosto e tinha sinais de tortura.
Em 13 de março, o Instituto Médico Legal (IML) concluiu que a causa da morte de Vitória Regina foi choque hipovolêmico, uma condição resultante de intensa hemorragia que impede o coração de bombear sangue de forma eficaz, levando à falência múltipla dos órgãos.
O exame apontou que a hemorragia foi provocada por um corte profundo no pescoço, que não foi infligido no local onde o corpo foi encontrado, já que não havia vestígios de sangue na vegetação ao redor.
Esse laudo representa a primeira conclusão oficial encaminhada pelos peritos à Polícia Civil.
Em 16 de abril, os laudos periciais apontaram a presença de sangue de Vitória Sousa na casa de Maicol. No mesmo dia, a polícia revelou as amostras encontradas de DNA da vítima no carro do suspeito.

## Perícia digital
A perícia digital desempenhou um papel crucial na investigação do assassinato de Vitória Regina de Souza. A análise forense do celular do principal suspeito, Maicol Antônio Sales dos Santos, revelou detalhes significativos sobre seu possível envolvimento no crime. Os peritos utilizaram softwares avançados de recuperação de dados, como os da Empresa Israelense Cellebrite, para acessar informações apagadas do dispositivo de Maicol. Essa ferramenta permitiu a recuperação de fotos, mensagens e outros arquivos que haviam sido deletados, fornecendo uma visão mais completa das atividades do suspeito. Foram encontradas diversas fotos de Vitória no celular de Maicol, algumas datadas de setembro de 2024, indicando que ele a monitorava há meses. Além disso, havia imagens de outras jovens com características físicas semelhantes às da vítima, sugerindo um comportamento obsessivo. A perícia identificou fotos de facas e de um revólver no dispositivo, levantando a hipótese de que essas armas poderiam ter sido utilizadas para coagir Vitória a entrar no carro do suspeito sem chamar atenção. Análises adicionais revelaram que Maicol realizou buscas na internet sobre "como limpar o local do crime" e "como cortar a cabeça de uma pessoa", reforçando suspeitas sobre seu envolvimento direto no assassinato. Laudo pericial mostrou que Maicol visualizou uma publicação de Vitória no ponto de ônibus às 0h06 do dia 27 de fevereiro, cerca de 20 minutos antes de ela descer do coletivo no bairro onde morava. Isso indica que ele acompanhava de perto seus movimentos e possivelmente planejou abordá-la naquele momento.